# 선우종원
선우종원(鮮于宗源, 1918년 2월 17일 ~ 2014년 3월 8일)은 사상검사로 활약한 대한민국의 법조인이다.

## 이력
아호는 주암(周巖)이며 1918년 2월 17일 평안남도 대동에서 태어난 그는 광복 전에 평양고보와 경성제대 법문학부 법학과를 마치고 고등문관 사법과 시험에 합격했다. 광복 후 서울지방검찰청 검사로 검사국 초대 검찰과장으로 활약하고 6.25전란 중 치안국 정보수사과장으로 기여한 뒤 1951년 장면(張勉) 국무총리 비서실장, 1960년 한국조폐공사 사장, 1966년 중앙선거관리위원회 위원, 1971년 국회 사무총장, 1981년부터 1997년 7월까지 평화통일자문회의 부의장을 지낸 원로 변호사다. 보도연맹 관련.

## 약력
- 1946년: 서울지방검찰청 검사(1946년 12월)
- 1948년: 법무부 초대 검찰과장
- 1950년: 치안국 정보수사과장
- 1951년: 장면 국무총리 비서실장
- 1952년 4월: 장면 국무총리 비서직을 사퇴
- 1952년 ~ 1960년: 국제공산당 사건으로 일본 망명
- 1960년: 이승만 정권 붕괴 후 귀국
- 1960년: 장면 국무총리 비서(2차)
- 1960년 ~ 1961년 5월 16일: 한국조폐공사 사장
- 1966년: 중앙선거관리위원회 위원
- 1971년: 대한민국 국회사무처 사무총장
- 1975년: 국회의사당 건립, 청조근정훈장 수훈
- 1981년: 평화통일자문회의 부의장
- 1983년: 가톨릭대학교 행정학과 객원교수(1983년 2월 ~ 1987년 8월)
- 1997년: 민주평화통일자문회의 자문위원
- 1998년: 건국공로장 수상

### 학력
- 1936년 평안남도 평양고등보통학교 졸업
- 1939년 경성제국대학교 예과 졸업
- 1940년 경성제국대학교 법학과 학사
- 1942년 경성제국대학교 대학원 법학과 법학석사

## 가족 관계
- 부인: 윤정석(尹貞錫, 1919년 4월 4일 출생 ~ 2002년 별세, 수필가.)
  - 장남: 선우재호(鮮于在皓, 1938년 9월 17일 ~ , 기업인.)
  - 장자부: 이종분(李鐘粉)　 　
  - 차남: 선우중호(鮮于仲皓, 1940년 11월 28일 ~ , 토목공학자. 前 서울대학교 총장. 前 명지대학교 총장. 前 광주과학기술원 총장.)
  - 차자부: 한신자(韓信子, 1943년 4월 21일 ~ ) 　
  - 딸: 선우정자(鮮于正子, 1944년 2월 19일 ~ , 피아노 연주자.)
  - 사위: 오현택(吳賢澤, 내과 의사, 의학박사.)
  - 3남: 선우찬호(鮮于贊皓, 1946년 6월 6일 ~ , 특허변호사.)
  - 3자부: 박종임(朴鐘任)
  - 4남: 선우진호(鮮于進皓, 1948년 8월 30일 ~ , 컴퓨터 공학자.)
  - 4자부: 김현실(金賢實)
  - 5남: 선우석호(鮮于奭皓, 1951년 9월 16일 ~ , 홍익대학교 경영학과 교수.)
  - 5자부: 황인성(黃仁星, 1955년 7월 24일 ~ )

## 일화

### 우표 도완 사건
1961년 1월 1일, 한국조폐공사 사장 시절 선우종원은 윤보선 대통령에게 세배 방문을 하였다. 세배를 받은 후, 윤보선 대통령은 소가 도완된 우표와 색실로 만든 버선이 도완된 우표 두 장을 가져와 도완에 대해 문제삼았다. 1961년은 신축년으로 소의 해였으나, 윤보선 대통령은 소(丑)을 내세워 윤 씨인 자신을 모독하고 버선을 도완해 보선이라는 이름을 놀리는 저의가 대체 어디 있느냐며 항의하였다. 선우종원은 윤보선에게 우표 샘플을 올리는 방법과 절차와 과정을 상세히 설명해야만 했다.

### 결혼식 참석 문제
같은 해, 선우종원의 비서관이었던 김남의 동생인 김상협의 결혼식이 있었다. 김상협은 한국조폐공사 직원이기도 했는데, 당시 한국조폐공사 사장이던 선우종원으로부터 결혼식 참석 부탁을 받자 윤보선은 '국무총리 참석하나요'라고 되물었다. 온다는 답변을 받자 그는 '나는 안 가겠소'라고 서슴없이 대답했다. 선우종원은 자신과 한 직장에 근무하는 데다가 인촌 선생의 아들의 혼사인데 어떻게 그럴 수 있느냐고 항의하며 달래어 참석하였다.

## 같이 보기
- 제1공화국
- 제2공화국
- 장면
- 윤보선
- 김준하
- 곽상훈
- 박순천
- 이철승
- 정일형